# بانتريت
بانتريت (بالفنلندية: Pantterit) هو فريق كرة سلة فنلندي تأسس في سنة 1938 يقع مقره في هلسنكي.

## الإنجازات

### الرجال
- الدوري الفنلندي لكرة السلة - الألقاب: 14[2]
  - 1944، 1945، 1948، 1949، 1950، 1951، 1952، 1953، 1954، 1955، 1956، 1957، 1959، 1980
- كأس فنلندا لكرة السلة - الألقاب: 3
  - 1981، 1991، 1995

### السيدات
- الدوري الفنلندي لكرة السلة للسيدات - الألقاب: 5
  - 2000، 2001، 2002، 2004، 2006

## وصلات خارجية
- الموقع الرسمي